# Dicaeum agile
Dicaeum agile е вид птица от семейство Dicaeidae.

## Разпространение
Видът е разпространен в Бангладеш, Камбоджа, Индия, Индонезия, Лаос, Малайзия, Мианмар, Непал, Пакистан, Сингапур, Шри Ланка, Тайланд, Източен Тимор и Виетнам.